# Паспорт гражданина Армении
Па́спорт граждани́на Арме́нии или армя́нский па́спорт (арм. Հայկական անձնագիր, андзнаги́р — «описание личности») — паспорт, документ международного формата, являющийся собственностью Республики Армения и выдаваемый гражданам Армении Полицией Республики Армения для подтверждения личности гражданина Армении внутри страны и также за пределами государства для поездок. Данный документ также подтверждает и даёт право его обладателю на защиту и помощь консульскими учреждениями Армении за рубежом. Для путешествий внутри страны граждане Армении могут использовать ID-карту.

## Внешний вид
Паспорт темно-синего цвета, с надписью (арм. Հայաստանի Հանրապետություն) «Republic of Armenia» и (арм. Անձնագիր) «Passport» на армянском и английском языках. В центре изображён герб Республики Армения. Паспорт выдаётся сроком на 10 лет, состоит из 32 страниц, и содержит информацию о владельце на армянском и английском языках. С 1 апреля 2010 года в Армении начался процесс по выдаче идентификационных карт и биометрических паспортов.    (недоступная ссылка)

### Информация о владельце
Паспорт Республики Армения содержит следующую информацию о его владельце:
- Անձնագրի սեփականատիրոջ լուսանկարը / Фотография;
- Տեսակը (P) / Tип (P);
- Երկրի կոդը (ARM) / Код страны (ARM);
- Անձնագրի համարը / Номер паспорта;
- Ազգանունը / Фамилия;
- Անունը/անունները / Имя/имена (2);
- Ազգությունը / Гражданство (3);
- Ծննդյան ամսաթիվը / Дата рождения (4);
- Սեռը / Пол (5);
- Ծննդավայրը / Место рождения (6);
- Ամսաթվի թողարկումը / Дата выдачи (7);
- Կատարող մարմնի կոդը / Код ведомства, выдавшего паспорт (9).

- Обложка небиометрического армянского паспорта 1994—2012 гг.
- Информационная страница небиометрического паспорта образца 1994—2012 гг.
- Карта удостоверения личности (ID-карта) гражданина Армении

## Безвизовый въезд или получение визы по прибытии (VOA)
Приблизительно 81 государства и территорий предоставляют гражданам Армении безвизовый въезд, или выдают визу по прибытии.
С 1 января 2015 года упрощена процедура получения визы в США для граждан Армении.
Aфрика
| Страна                           | Условия пребывания                                                                                    |
| -------------------------------- | --- |
| Буркина-Фасо                     | Виза выдается по прибытии (недоступная ссылка)                                                        |
| Кабо-Верде                       | Виза выдается по прибытии                                                                             |
| ЦАР                              | Виза выдается по прибытии сроком на 7 дней (недоступная ссылка)                                       |
| Коморы                           | Виза выдается по прибытии                                                                             |
| Республика Конго                 | Виза выдается по прибытии (недоступная ссылка)                                                        |
| Демократическая Республика Конго | Виза выдается по прибытии. Необходимо иметь с собой "уведомительное" письмо (pre-notification letter) |
| Джибути                          | Виза выдается по прибытии сроком на 1 месяц                                                           |
| Египет                           | Виза выдается по прибытии на 15 days (действительна только для региона Sinai)                         |
| Эритрея                          | Виза выдается по прибытии (недоступная ссылка)                                                        |
| Эфиопия                          | Виза выдается по прибытии (недоступная ссылка)                                                        |
| Габон                            | Виза выдается по прибытии (недоступная ссылка)                                                        |
| Гамбия                           | Безвизовый въезд                                                                                      |
| Гана                             | Виза выдается по прибытии. Необходимо иметь с собой "уведомительное" письмо (pre-notification letter) |
| Гвинея                           | Виза выдается по прибытии. Цена €60 (недоступная ссылка)                                              |
| Либерия                          | Виза выдается по прибытии (недоступная ссылка)                                                        |
| Мадагаскар                       | Виза выдается по прибытии сроком на 3 месяца                                                          |
| Маврикий                         | Виза выдается по прибытии сроком на 2 месяца Архивная копия от 7 июня 2012 на Wayback Machine         |
| Мозамбик                         | Виза выдается по прибытии сроком на 1 месяц                                                           |
| Намибия                          | Безвизовый въезд сроком на 3 месяца                                                                   |
| Руанда                           | Виза выдается по прибытии (недоступная ссылка)                                                        |
| Сан-Томе и Принсипи              | Виза выдается по прибытии сроком на 1 месяц                                                           |
| Сейшельские Острова              | Безвизовый въезд на 1 месяц                                                                           |
| Танзания                         | Виза выдается по прибытии сроком на 3 месяца                                                          |
| Того                             | Виза выдается по прибытии сроком на 7 дней                                                            |
| Уганда                           | Виза выдается по прибытии сроком на 3 месяца                                                          |
| Замбия                           | Виза выдается по прибытии сроком на 3 месяца                                                          |

Страны Северной, Центральной и Южной Америки
| Страны                   | Условия пребывания                                                                        |
| ------------------------ | ----------------------------------------------------------------------------------------- |
| Антигуа и Барбуда        | Безвизовый въезд на 1 месяц                                                               |
| Аргентина                | Безвизовый въезд (недоступная ссылка)                                                     |
| Аруба                    | Безвизовый въезд (недоступная ссылка)                                                     |
| Багамские Острова        | Безвизовый въезд на 3 месяца                                                              |
| Барбадос                 | Безвизовый въезд на 28 дней                                                               |
| Бермуды                  | Виза выдается по прибытии                                                                 |
| Боливия                  | Виза выдается по прибытии сроком на 1 месяц. Цена USD 51                                  |
| Куба                     | Безвизовый въезд сроком на 1 месяц                                                        |
| Доминика                 | Безвизовый въезд сроком на 21 день                                                        |
| Эквадор                  | Безвизовый въезд сроком на 3 месяцa (недоступная ссылка)                                  |
| Гренада                  | Безвизовый въезд сроком на 3 месяца                                                       |
| Гаити                    | Безвизовый въезд сроком на 3 месяца                                                       |
| Сент-Винсент и Гренадины | Безвизовый въезд сроком на 1 месяц (недоступная ссылка)                                   |
| Ямайка                   | Виза выдается по прибытии. Цена USD 20 Архивная копия от 25 марта 2010 на Wayback Machine |
| Тринидад и Тобаго        | Виза выдается по прибытии. (недоступная ссылка)                                           |

Азия
| Страны           | Условия пребывания                                                                                                 |
| ---------------- | --- |
| Бангладеш        | Виза выдается по прибытии сроком на 3 месяца                                                                       |
| Камбоджа         | Виза выдается по прибытии сроком на 1 месяц                                                                        |
| Китай            | Безвизовый въезд 90 дней                                                                                           |
| Индонезия        | Виза выдается по прибытии сроком на 60 дней Архивная копия от 23 декабря 2021 на Wayback Machine                   |
| Иран             | Виза выдается по прибытии сроком на 21 день                                                                        |
| Ирак             | Виза выдается по прибытии (бесплатно) (недоступная ссылка)                                                         |
| Израиль          | Виза выдается по прибытии (для групп из 10-и и более человек) (недоступная ссылка)                                 |
| Иордания         | Виза выдается по прибытии сроком на 1 месяц                                                                        |
| Казахстан        | Безвизовый въезд                                                                                                   |
| Кувейт           | 30 days (visa issued upon arrival) (недоступная ссылка)                                                            |
| Кыргызстан       | Безвизовый въезд                                                                                                   |
| Лаос             | Виза выдается по прибытии сроком на 15 дней                                                                        |
| Ливан            | Виза выдается по прибытии сроком на 3 месяца                                                                       |
| Макао            | Виза выдается по прибытии сроком на 1 месяц. Цена MOP 100 (недоступная ссылка)                                     |
| Малайзия         | Безвизовый въезд сроком на 1 месяц                                                                                 |
| Мальдивы         | Безвизовый въезд сроком на 1 месяц                                                                                 |
| Непал            | Виза выдается по прибытии сроком на 2 месяца                                                                       |
| Оман             | Виза выдается по прибытии сроком на 1 месяц. Цена OMR 6)                                                           |
| Сингапур         | Транзитная виза на 96 часов выдается по прибытии (недоступная ссылка)                                              |
| Республика Корея | Виза выдается по прибытии на 1 месяц только на остров Чеджудо Архивная копия от 20 октября 2009 на Wayback Machine |
| Шри-Ланка        | Безвизовый въезд сроком на 30 дней                                                                                 |
| Сирия            | Виза выдается по прибытии сроком на 15 дней                                                                        |
| Таджикистан      | Безвизовый въезд                                                                                                   |
| Восточный Тимор  | Виза выдается по прибытии сроком на 1 месяц                                                                        |
| Узбекистан       | Безвизовый въезд                                                                                                   |

Eвропа
| Страны            | Условия пребывания                               |
| ----------------- | ------------------------------------------------ |
| Беларусь          | Безвизовый въезд                                 |
| Грузия            | Безвизовый въезд                                 |
| Республика Косово | Безвизовый въезд на 90 дней (недоступная ссылка) |
| Молдова           | Безвизовый въезд на 90 дней                      |
| Черногория        | Безвизовый въезд на 7 дней (недоступная ссылка)  |
| Россия            | Безвизовый въезд                                 |
|                   |                                                  |
| Турция            | Виза выдается по прибытии сроком на 1 месяц      |
| Украина           | Безвизовый въезд                                 |

Oкеания
| Страны       | Условия пребывания                               |
| ------------ | ------------------------------------------------ |
| Острова Кука | Безвизовый въезд на 31 день (недоступная ссылка) |
| Микронезия   | Безвизовый въезд на 30 дней                      |
| Науру        | Безвизовый въезд на 30 дней (недоступная ссылка) |
| Ниуэ         | Безвизовый въезд на 30 дней                      |
| Палау        | Безвизовый въезд на 30 дней                      |
| Самоа        | Безвизовый въезд на 60 дней                      |
| Тувалу       | Безвизовый въезд на 90 дней (недоступная ссылка) |

Непризнанные или частично признанные государства
| Страны             | Условия пребывания          |
| ------------------ | --------------------------- |
| Республика Абхазия | Безвизовый въезд            |
| НКР                | пребывание не ограничено    |
| Приднестровье      | Безвизовый въезд на 90 дней |
| Южная Осетия       | Безвизовый въезд            |

## Ограничения на использование паспортов
Гражданам Армении и резидентам других государств, которые имеют армянское происхождение, будет отказано во въезде в Азербайджан. Поскольку власти Азербайджана не могут гарантировать безопасность данных граждан.